# UpN-Schnittstelle
Die UpN-Schnittstelle ist eine Schnittstelle innerhalb einer Telefonanlageninstallation.
Wie die Up0-Schnittstelle hat die UpN-Schnittstelle zwei ISDN-Nutzkanäle mit je 64 kbit/s und einen Steuerkanal mit 16 kbit/s. Die Richtungstrennung erfolgt im Halbduplex-Betrieb, auch Ping-Pong-Verfahren genannt. Die dazu benötigte höhere Bitrate an der Schnittstelle beträgt 384 kbit/s. Die Datenübertragung erfolgt im synchronen Multiplexverfahren Zeitmultiplex mit 38-Bit-Pulsrahmen. Die UpN-Schnittstelle wird beispielsweise zur Anbindung von DECT-Sendern an ISDN-Equipment (mit S0-Schnittstelle) oder -Telefonanlagen benutzt.